# جولیا گولووینا
جولیا گولووینا (انگلیسی: Julia Golovina؛ زادهٔ ۳۰ مهٔ ۱۹۸۲) رقصنده روی یخ اهل اوکراین است. وی همچنین از اسکیت‌بازان نمایشی در بازی‌های المپیک زمستانی ۲۰۰۲ و ۲۰۰۶ بوده‌است.